# بورت إدواردز (ويسكونسن)
بورت إدواردز (بالإنجليزية: Port Edwards (town), Wisconsin)‏ هي بلدة تقع في Wood بولاية ويسكونسن في الولايات المتحدة. تبلغ مساحتها 101.6 (كم²)، وترتفع عن سطح البحر  م، بلغ عدد سكانها 1446 نسمة في عام 2000 حسب إحصاء مكتب تعداد الولايات المتحدة .

## وصلات خارجية
- The US50 - Cities and Towns in Wisconsin State
- Wisconsin Cities and Towns, Facts, Map, Flag, Colleges, Government, and More